# Cape Gray
Cape Gray  – przylądek Antarktydy po wschodniej stronie wejścia do Zatoki Commonwealthu.

## Nazwa
Nazwany na cześć Percy’ego Graya, członka Australasian Antarctic Expedition (1911–1914) , drugiego oficera na statku wyprawy „Aurora” .

## Geografia
Cape Gray to północny kraniec niewielkiej wyspy połączonej lodem z Ziemią Jerzego V , po wschodniej stronie wejścia do Zatoki Commonwealthu .

## Historia
Przylądek został odkryty przez Australasian Antarctic Expedition (1911–1914), której liderem był Douglas Mawson (1882–1958) .